# Plotovník Davidův

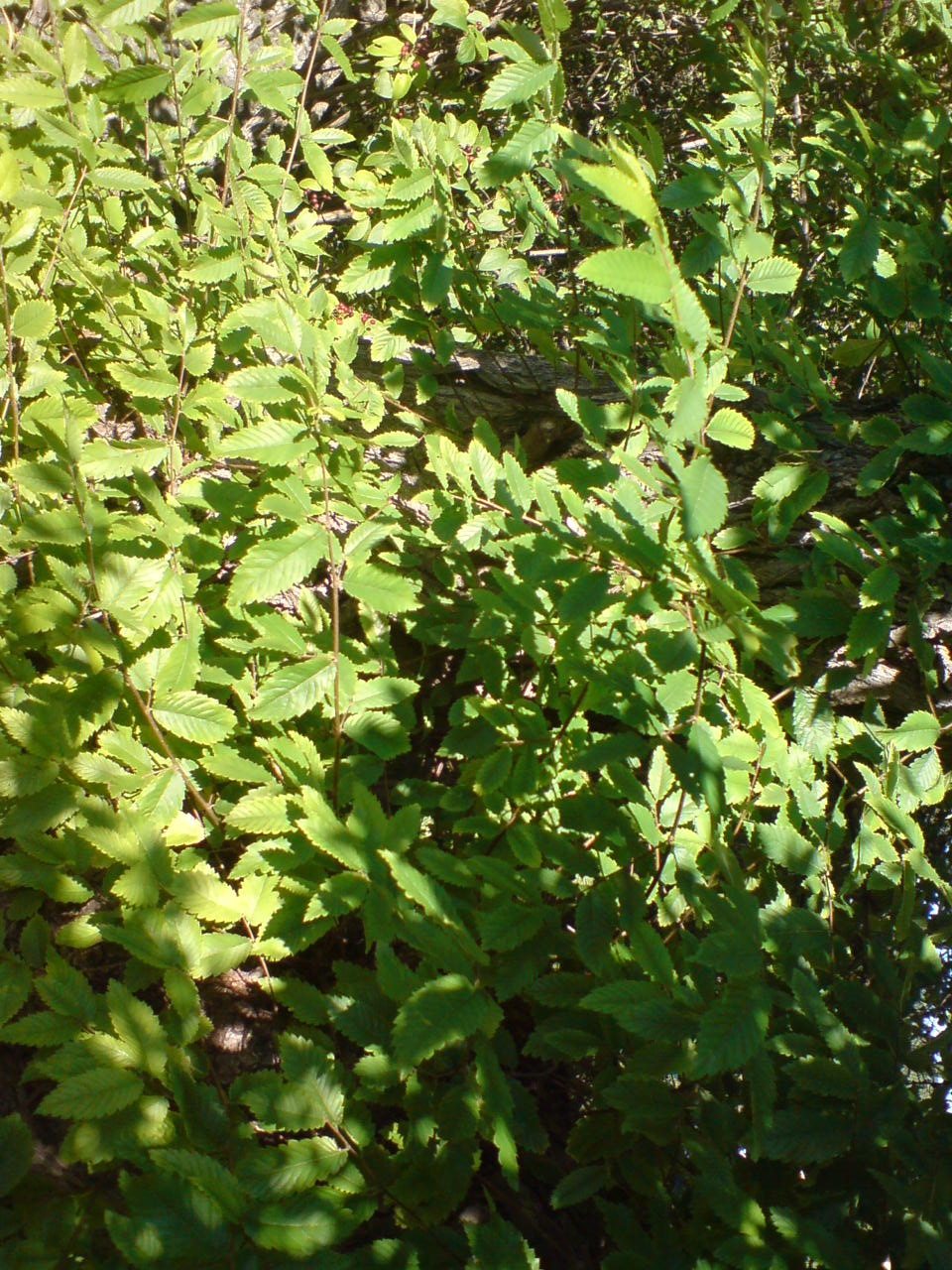
Keř plotovník Davidův

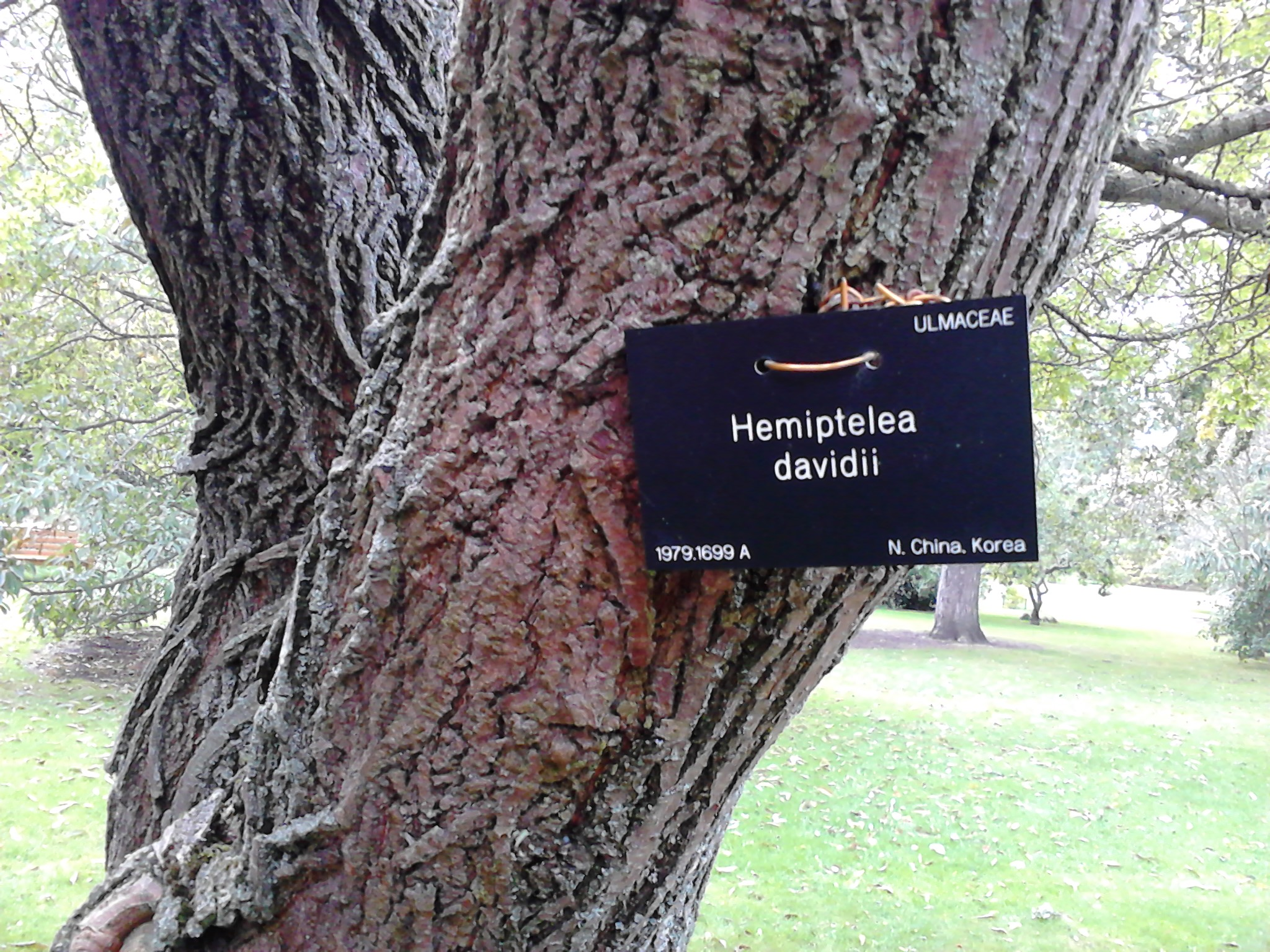
Kmen

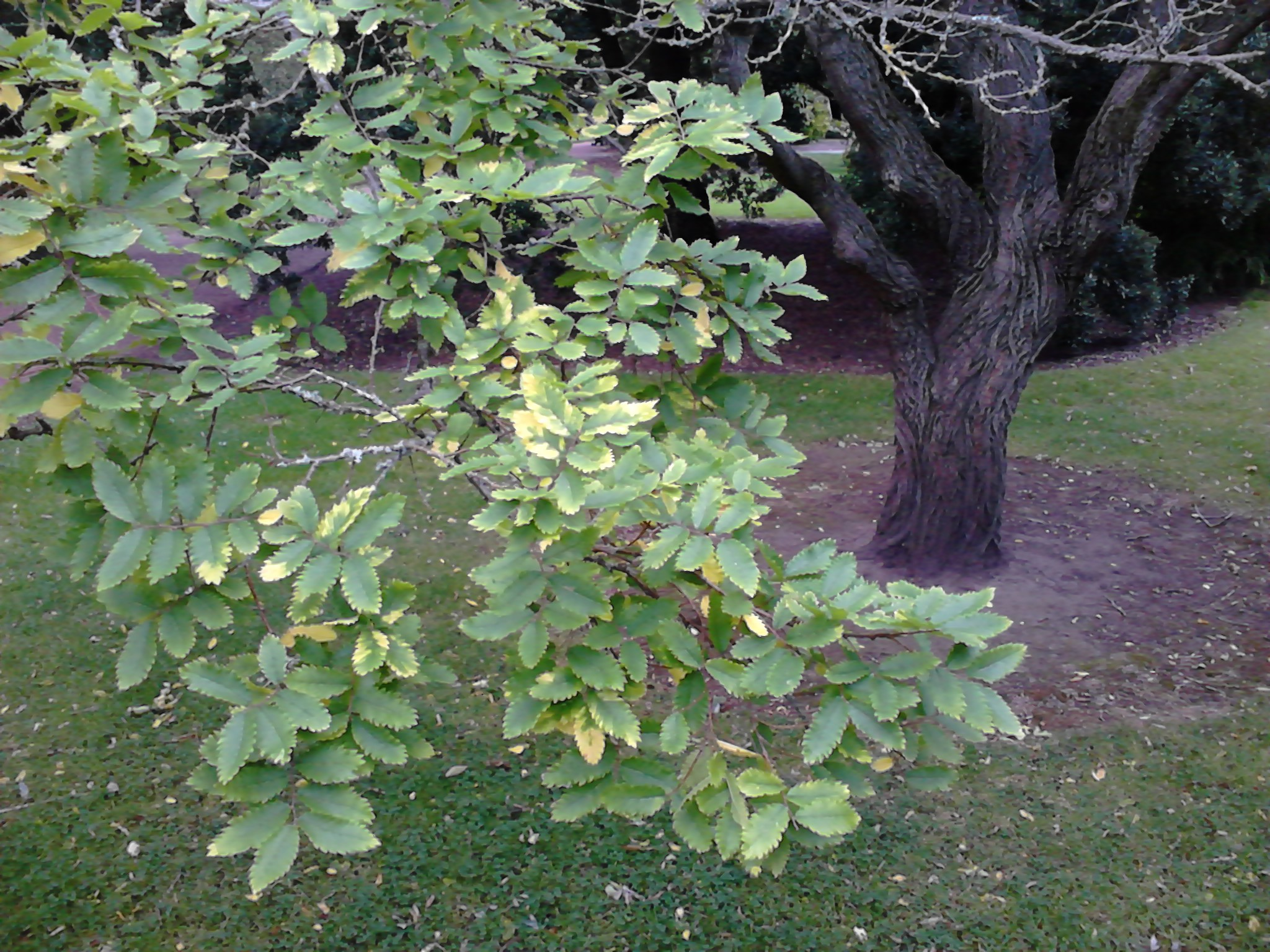
Listy

Plotovník Davidův (Hemiptelea davidii) je opadavý listnatý strom nebo keř pocházející z východní Asie. Je jediný druh monotypického rodu plotovník a příbuzný rodu jilm. Tato nenáročná dřevina není v Evropě příliš rozšířena, je málo ozdobná a nijak nevyniká, má obvykle jen sbírkový význam.

## Rozšíření
Dřevina je původní druh ve východních oblastech Asie, konkrétně na korejském poloostrově v Severní a Jižní Koreji a dále v čínských v provinciích: An-chuej, Če-ťiang, Chej-lung-ťiang, Che-nan, Che-pej, Chu-nan, Chu-pej, Kan-su, Kuang-si, Liao-ning, Ning-sia, Šan-si, Šan-tung, Šen-si, Ťiang-si, Ťiang-su, Ťi-lin, a Vnitřní Mongolsko. Mimo tyto oblasti není rostlina ani v Asii příliš rozšířena.

## Ekologie
Stejně dobře roste v lehké písčité, střední hlinité i těžké jílovité půdě, která může být mírně kyselá až zásaditá, nejlépe se však dřevině daří v půdě průběžně vlhké. Může růst na plném slunci a také v polostínu, kde ale jeho plody někdy nevyzrávají. Je pro evropské klima dostatečně mrazu odolný, snáší pokles teplot až k -35 °C. V domovině roste do nadmořské výšky okolo 2000 m n.  m.
Poměrně drobné a nenápadné květy se rozvíjení v dubnu, obvykle zároveň s právě rašícími listy, semena dozrávají a opadávají od počátku září do konce října. Ploidie druhu je 2n = 56.
Plotovník Davidův má velkou populaci a širokou distribuci. V současné době se nevyskytují žádné závažné hrozby a také nejsou známe žádné budoucí. Jeho populace je stabilní, nejsou obavy z jeho vyhynutí. Proto jej IUCN považuje za málo dotčený taxon (LC).

## Popis
Rozložitý, hustě větvený strom vyrůstající až do 15 m nebo keř vysoký do 5 m, jehož vedlejší větve vytvářejí ostré, až 10 cm dlouhé kolce. Zimní pupeny jsou poměrně malé, vejčité a obvykle tříčetné. Šedé či šedohnědé mladé větve jsou ve dvou řadách střídavě porostlé krátce řapíkatými listy s čepelí podlouhlou až eliptickou, 4 až 7 cm dlouhou a 1,5 až 3 cm širokou, u báze srdčitou až zaoblenou a na vrcholu s ostrou či tupou špičkou, po obvodě jsou jednoduše hrubě pilovité a mají osm až dvanáct párů žilek zpeřené žilnatiny končících na vrcholech zubů. Lícní strana listů je tmavší a v mládi je pokrytá rozptýlenými chloupky jež postupně vypadají, spodní rubová strana je lysá. Po obou stranách báze listů vyrůstají kopinaté, blanité, brzy opadavé palisty, které na listu zanechávají příčnou jizvu. Před zimním spadem se listy barví žlutě.
Hnědozelené, oboupohlavné květy na stopkách vyrůstají jednotlivě nebo ve svazečcích po dvou až čtyřech z úžlabí mladých listů. Květy mají nerozlišené okvětí tvořeno pěti vytrvalými lístky, stejný počet tyčinek s prašníky, svrchní jednodílný, postranně komprimovaný semeník vzniklý ze dvou plodolistů obsahující jediné vajíčko a přisedlou bliznu. Opylovány jsou větrem nebo hmyzem. Vzácně se vyskytují jedinci s jednopohlavnými květy.
Plody jsou ploché, asymetrické nažky nahnědlé barvy (někdy nazývané oříšky), velké asi 6 mm a obalené suchým vytrvalým okvětím. Rostou na 2 cm dlouhé stopce a mají, na rozdíl od nažek příbuzných jilmů, blanité křídlo pouze na jedné, horní straně. Nažky mohou složit pro rozmnožování, vysévají se ihned po opadu. Rostliny lze množit také vegetativně řízkováním a keře i hřížením a oddělky kořenů.

## Význam
Plotovník Davidův se ve své domovině pěstuje většinou jako součást těžko prostupných živých plotů sloužící pro ohrazení pastvin nebo pro stabilizaci příkrého terénu. Dřevo je kvalitní, pevné, tradičně se z něho zhotovují potřeby pro domácnost, hlavně do kuchyně. Z mladých větví se stahuje lýko, jež se používá pro splétání provazů a jako přídavek při výrobě pytloviny. Mladé listy se přidávají jako čerstvá zelenina do rýžových pokrmů, také se někdy suší a vaří se z nich zklidňující čaj, jenž působí i močopudně, proti horečce a snižuje žaludeční bolesti. Ze semen se ojediněle lisuje olej.